# جبرئیل بن بختیشوع

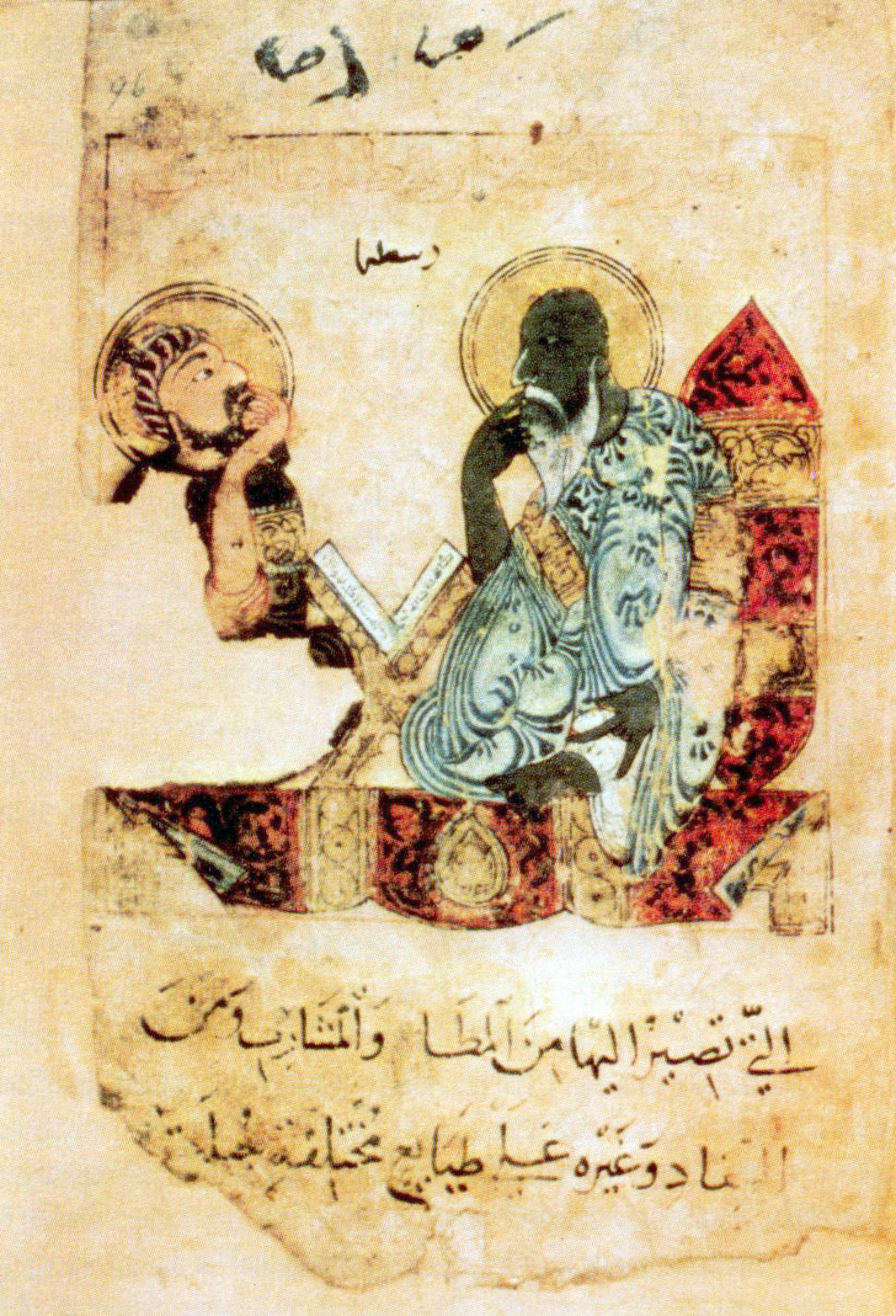

جبرئیل بن بختیشوع نام پزشک نسطوری و سریانی زبان ایرانی قرن ۸ و ۹ میلادی بود. وی پزشک جعفر برمکی، هارون الرشید و مأمون بود. وی عضوی از خانواده بختیشوع از خاندان‌های دانشمند شاغل دانشگاه گندی‌شاپور بود.
جبرئیل بن  بختیشوع یکی‌ از کسانی‌‌ست که‌ سهم‌ بسیار مهمی‌ در ترجمة‌ آثار پزشکی‌ از سریانی‌ و یونانی‌ به‌ عربی‌ داشت‌.